# 克莱县 (肯塔基州)
克萊县（英語：Clay County）是位於美國肯塔基州東南部的一個縣。面積1,220平方公里。根據美國2000年人口普查，共有人口24,556人。縣治曼徹斯特 (Manchester)。
成立於1806年，縣政府成立於1807年4月1日。縣名紀念著名曾任眾議員、參議員、國務卿的亨利·克萊。本縣為一禁酒的縣，土質以黏土為主。